# Ian McKellen
Sir Ian Murray McKellen CBE (ur. 25 maja 1939 w Burnley) – brytyjski aktor teatralny i filmowy, scenarzysta, nominowany do Oscarów za role w filmach Władca Pierścieni: Drużyna Pierścienia i Bogowie i potwory. Za role teatralne dostał nagrodę Tony i sześć nagród Oliviera. Wystąpił w roli Gandalfa we Władcy Pierścieni i Hobbicie, oraz Magneto w serii filmów X-Men.
29 sierpnia 2012 wystąpił podczas ceremonii otwarcia XIV Letnich Igrzysk Paraolimpijskich w Londynie.

## Życiorys

### Młodość
Urodził się w Burnley w Anglii jako młodsze dziecko Margery Lois (z domu Sutcliffe) i Denisa Murraya McKellena (1905-1964), inżyniera budownictwa. Jego ojciec był protestantem pochodzenia irlandzkiego i szkockiego. Miał starszą o pięć lat siostrę Jean. Po wybuchu II wojny światowej, we wrześniu 1939 wraz z rodziną przeniósł się na północny zachód Anglii, do górniczego miasta Wigan. Gdy miał 12 lat, jego matka zmarła na raka piersi. Z ojcem nie miał dobrych relacji. Gdy miał 24 lata, jego ojciec podczas jazdy samochodem dostał udaru. Nie istniały wtedy jeszcze pasy bezpieczeństwa; kierownica wbiła mu się w klatkę piersiową i zmarł dzień później w wyniku odniesionych obrażeń.
Jego zainteresowanie aktorstwem zaczęło się już w Bolton School, gdzie występował w Bolton Little Theatre. Rodzice i starsza siostra popierali pasję młodego Iana. Jego rodzice często zabierali go do teatru, m.in. na sztuki Szekspira takie jak Makbet, Wieczór Trzech Króli i Sen Nocy Letniej, i sami występowali w amatorskich przedstawieniach. Studiował w St Catharine’s College na Uniwersytecie Cambridge.

### Kariera
Pierwszy występ jako zawodowy aktor to rola Wiliama Roper’a w sztuce A Man For All Seasons, reżyserii Roberta Bolta, na deskach Belgrade Theatre w Coventry. Ian wystąpił tam jeszcze w niemal 15 sztukach po czym okazjonalnie odgrywał szekspirowskie role, takie jak Iago czy Makbet w Royal National Theatre i Royal Shakespeare Company. Jego kariera jako aktora filmowego rozpoczęła się na przełomie lat 60 i 70., jednakże dopiero w latach 90. jego nazwisko stało się znane wśród szerszej rzeszy fanów kina.
W drugiej połowie lat dziewięćdziesiątych McKellen został trzykrotnie nominowany do Złotego Globu, przy czym zdobył statuetkę za rolę tytułowego Ryszarda III. W 1999 został po raz pierwszy nominowany do Oscara, za rolę w filmie Bogowie i potwory (Gods and Monsters). W tym okresie dostał angaż jako Magneto w serii filmów X-Men i Gandalf we Władcy Pierścieni. Za swoje dokonania jako aktor otrzymał szereg prestiżowych nagród, a za swój wkład w kulturę i sztukę został w 1991 uhonorowany tytułem szlacheckim. Po śmierci Richarda Harrisa McKellen był też brany pod uwagę do roli Albusa Dumbledore’a w serii filmów Harry Potter, lecz odrzucił tę propozycję, a rolę otrzymał Michael Gambon.

### Obrońca praw mniejszości seksualnych

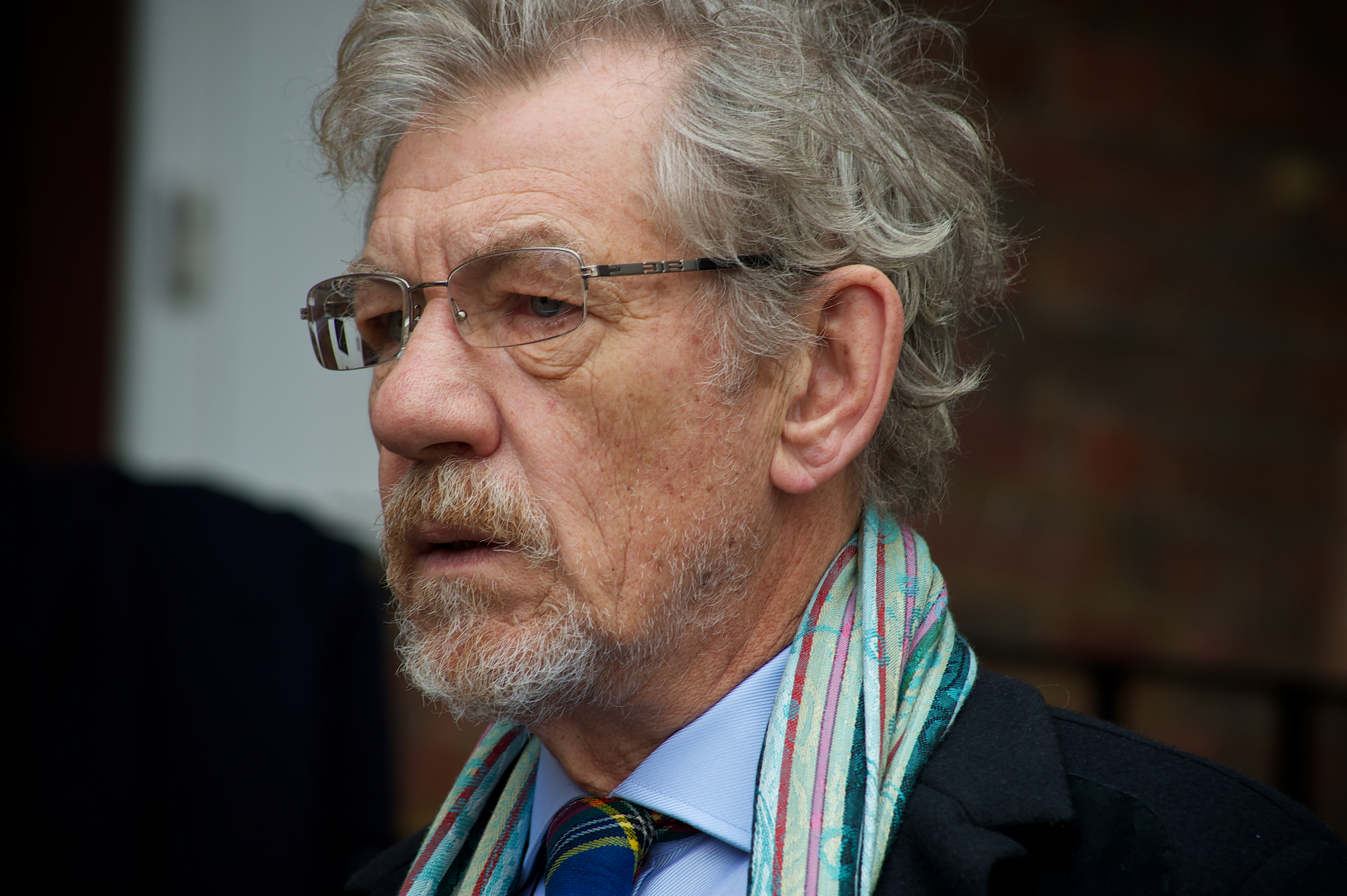
Ian McKellen (2010)

Działa w sprawie wyrównania pozycji społecznej mniejszości seksualnych. Jest współtwórcą Stonewall, czołowej organizacji lobbystycznej walczącej o prawa gejów i lesbijek w UK oraz wspiera inne organizacji o takim charakterze. McKellen pojawia się także na brytyjskich paradach wolności, np. Europride czy Manchester Pride. Aktor przez ostatnich kilka lat odwiedził niemal 50 liceów, by uświadamiać młodych ludzi na temat homoseksualności, ponieważ jego zdaniem nie powinno to być tematem tabu.

## Życie prywatne
W 1988, w wieku 49 lat, na antenie radia BBC, za namową przyjaciół i bliskich, dokonał coming outu i otwarcie oświadczył, że jest gejem.
W 2012, w jednym z wywiadów ujawnił, iż sześć lat wcześniej zdiagnozowano u niego raka prostaty.

## Filmografia
- Sunday Out of Season (1965) jako Victor Leech
- David Copperfield (1966) jako David Copperfield
- Hay Fever (1968) jako Simon Bliss
- A Touch of Love (1969) jako George Matthews
- Keats (1970) jako John Keats
- Ross (1970) jako T.E. Lawrence
- Edward II (1970) jako król Edward
- Hedda Gabler (1972) jako George Tesman
- A Performance of Macbeth (1979) jako Makbet
- Dying Day (1980) jako Anthony Skipling
- Kapłan miłości (Priest of Love, 1981) jako D.H. Lawrence
- Walter (1982) jako Walter
- Szkarłatny kwiat (The Scarlet Pimpernel, 1982) jako Chauvelin
- Twierdza (The Keep, 1983) jako dr Theodore Cuza
- Walter i June (Walter and June, 1983) jako Walter
- Obfitość (Plenty, 1985) jako George Matthews
- Zina (1985) jako Kronfeld
- Młyny Bogów (Windmills of the Gods, 1988) jako przewodniczący
- Skandal (Scandal, 1989) jako John Profumo
- Othello (1990) jako Jago
- Sleepers (1991) jako Andre Zorin
- Bohater ostatniej akcji (Last Action Hero, 1993) jako Śmierć
- Ballada o małym Jo (The Ballad of Little Jo, 1993) jako Percy Corcoran
- Szósty stopień oddalenia (Six Degrees of Separation, 1993) jako Geoffrey
- A orkiestra grała dalej (And the Band Played On, 1993) jako Bill Kraus
- Miejskie opowieści (Tales of the City, 1993) jako Archibald Anson Gidde
- Potyczki z Jeannie (I’ll Do Anything, 1994) jako John Earl McAlpine
- Cień (The Shadow, 1994) jako dr Reinhardt Lane
- To Die For (1994) jako narrator (głos)
- Farma na odludziu (Cold Comfort Farm, 1995) jako Amos Starkadder
- Czas przemian (Restoration, 1995) jako Will Gates
- Jack i Sarah (Jack and Sarah, 1995) jako William
- Ryszard III (Richard III, 1995) jako Ryszard III
- Rasputin (1996) jako Car Mikołaj II
- Kochankowie sztormowego morza (Swept from the Sea, 1997) jako dr James Kennedy
- Bent (1997) jako wujek Freddie
- Bogowie i potwory (Gods and Monsters[5], 1998) jako James ‘Mr. Jimmy’ Whale
- Uczeń szatana (Apt Pupil, 1998) jako Kurt Dussander
- David Copperfield (1999) jako Tungay
- X-Men (2000) jako Magneto
- William Shakespeare (2000) jako reżyser Romea i Julii
- Władca Pierścieni: Drużyna Pierścienia (The Lord of the Rings: The Fellowship of the Ring, 2001) jako Gandalf Szary
- Władca Pierścieni: Dwie wieże (The Lord of the Rings: The Two Towers, 2002) jako Gandalf Biały
- Emile (2003) jako Emile
- Władca Pierścieni: Powrót króla (The Lord of the Rings: The Return of the King, 2003) jako Gandalf Biały
- X-Men 2 (X2, 2003) jako Magneto
- Eighteen (2004) jako Jason Anders (głos)
- Obłąkana miłość (2005) jako Peter Cleave
- Nigdylandia (Neverwas, 2005)
- Magiczna karuzela (The Magic Roundabout, 2005) jako Zebedee (głos)
- X-Men: Ostatni bastion (X-Men: The Last Stand, 2006) jako Eric Lensherr / Magneto
- Kod da Vinci (The Da Vinci Code, 2006) jako sir Leigh Teabing
- Wpuszczony w kanał (Flushed Away, 2006) jako The Toad (głos)
- Gwiezdny pył (Stardust, 2007) jako narrator (głos)
- Złoty kompas (The Golden Compass, 2007) jako Iorek Byrnison (głos)
- Hobbit: Niezwykła podróż (2012) jako Gandalf Szary
- Doctor Who (2012) jako Wielka Inteligencja (głos)
- Hobbit: Pustkowie Smauga (2013) jako Gandalf Szary
- The Wolverine, (2013) jako Magneto (scena po napisach)
- X-Men: Przeszłość, która nadejdzie (X-Men: Days of Future Past, 2014) jako Magneto
- Hobbit: Bitwa Pięciu Armii (2014) jako Gandalf Szary
- Pan Holmes (2015) jako Sherlock Holmes[5]
- Piękna i Bestia (Beauty and the Beast, 2017) jako Cogsworth
- Cała prawda o Szekspirze (2018) jako Earl of Southampton
- Kłamstwo doskonałe (2019) jako Roy Courtnay

## Odznaczenia
- 1979 – Komandor Orderu Imperium Brytyjskiego[8]
- 1991 – Odznaka Rycerza Kawalera[9] wraz z tytułem sir
- 2007 – Order Towarzyszy Honoru[10]

## Nagrody
- Złoty Glob Najlepszy aktor drugoplanowy w serialu, miniserialu lub filmie telewizyjnym: 1997 Rasputin
- Nagroda Gildii Aktorów Ekranowych
  - Najlepszy aktor w roli drugoplanowej: 2002 Władca Pierścieni: Drużyna Pierścienia
  - Najlepszy filmowy zespół aktorski: 2004 Władca Pierścieni: Powrót króla
- Nagroda na MFF w Berlinie 2006: Honorowy Złoty Niedźwiedź